# رشته‌کوه سودیرمن
رشته کوه سودیرمن که به نام کوه‌های برفی نیز شناخته می‌شود، همچنین از آن به اسم دوگوندوگوو یا رشته‌کوه ناسائو یاد می‌کنند. این رشته کوه واقع در استان پاپوآ مرکزی در اندونزی است. نام این رشته کوه از اولین فرمانده کل نیروهای مسلح و قهرمان ملی اندونزی سودیرمن، گرفته شده است.
این رشته کوه، بخش غربی کوه‌های مائوکه را در بر می‌گیرد. بلندترین قله (پونچاک جایا) در اقیانوسیه و استرالزی به بلندی ۴۸۸۴ متر و همچنین معدن بزرگ مس و طلا گرسبرگ که توسط شرکت فریپورت-مکموران مستقر در ایالات متحده اداره می‌شود همگی در این رشته کوه واقع شده‌اند.
سایر قله‌های رشته کوه سودیرمن عبارتند از:
- قله سومانتری (۴۸۷۰ متر)
- نگا پولو (۴۸۶۳ متر)
- قله کارستنز شرقی (۴۸۰۸ الی ۴۸۲۰ متر) پونچاک جایا در مرکز رشته کوه سودیرمن

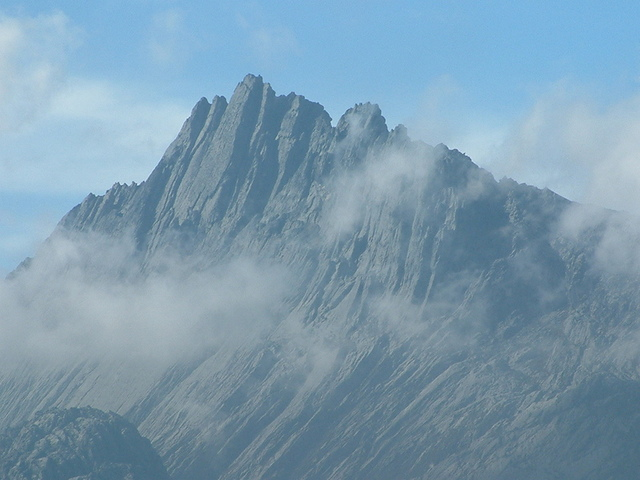
پونچاک جایا در مرکز رشته کوه سودیرمن